# 73è Festival Internacional de Cinema de Canes
El 73è Festival Internacional de Cinema de Canes estava programada per a 2020. El 13 de gener de 2020, el director estatunidenc Spike Lee va ser nomenat president del jurat. Encara que el festival estava planejat originalment per a tenir lloc del 12 al 23 de maig de 2020, a causa de la pandèmia de coronavirus a França l'administració del certamen va anunciar el 14 d'abril de 2020 que el festival no podria celebrar-se en la seva "forma original", anunciant que estaven explorant altres opcions per a poder realitzar-lo.

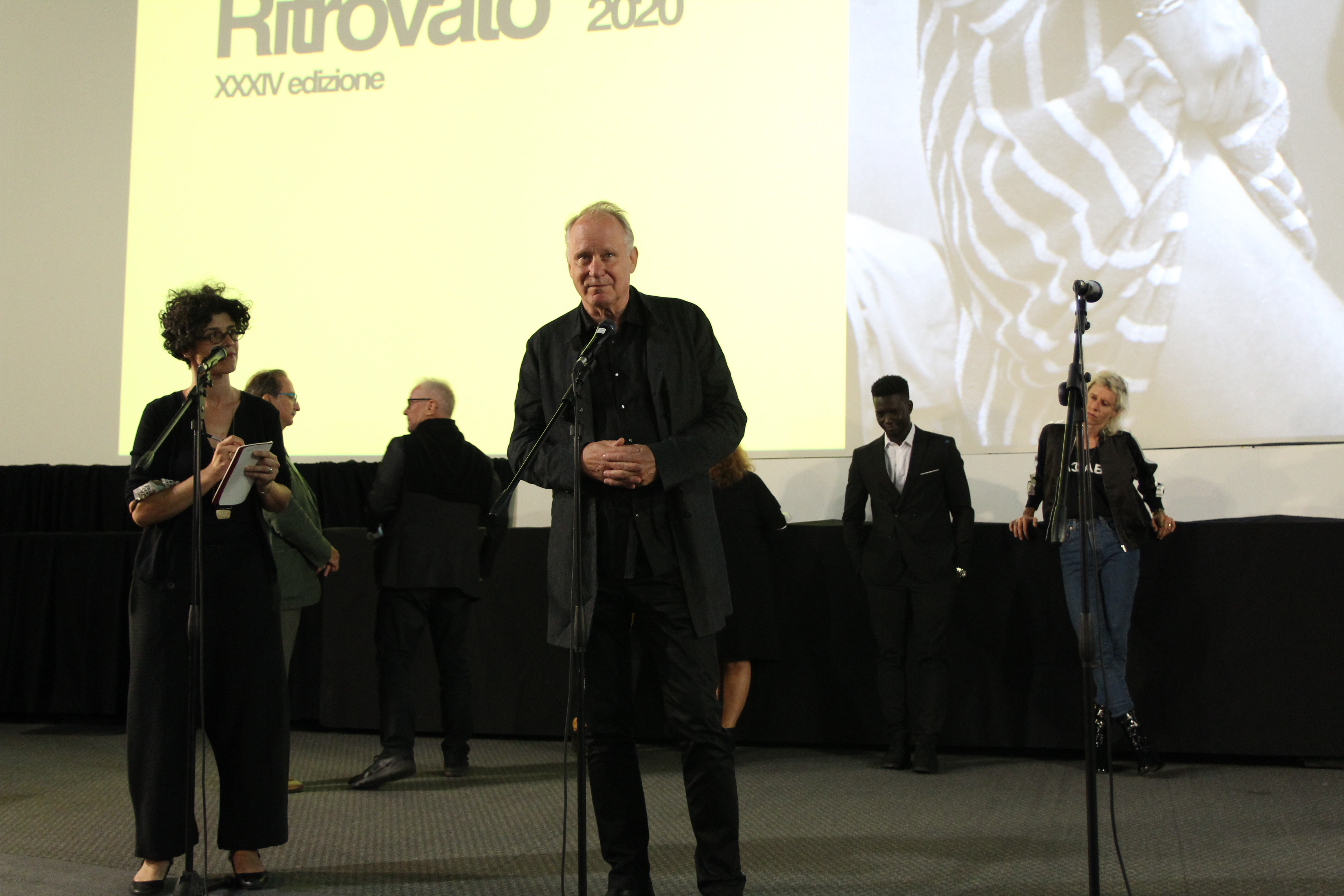
L'actor Stellan Skarsgård i el director del Festival de Cinema de Canes Thierry Frémaux (al fons) a l'estrena de Last Words durant Il Cinema Ritrovato l'agost de 2020. Estava previst que la pel·lícula es presentés a Cannes abans de la cancel·lació del festival a causa de la pandèmia COVID-19.

Després d'assenyalar que l'esdeveniment no seria cancel·lat, els organitzadors van considerar celebrar el festival al juny o juliol de 2020. A mitjan març, el principal recinte del festival, el Gran Auditori Louis Lumière, va ser disposat com un refugi temporal per a les persones sense llar. Al maig de 2020, el delegat general del festival, Thierry Frémaux, va assenyalar que no es duria a terme una edició física de l'esdeveniment, aclarint que al juny presentarien la selecció oficial de pel·lícules i col·laborarien amb altres festivals per a coordinar la seva exhibició durant els mesos següents. També va dir que estava parlant amb Spike Lee i que esperava tenir-lo com a president del jurat a l'edició del 2021. També va confirmar que la pel·lícula de Lee Da 5 Bloods havia de suposar el retorn de Netflix a la catifa vermella en la categoria fora de competició.

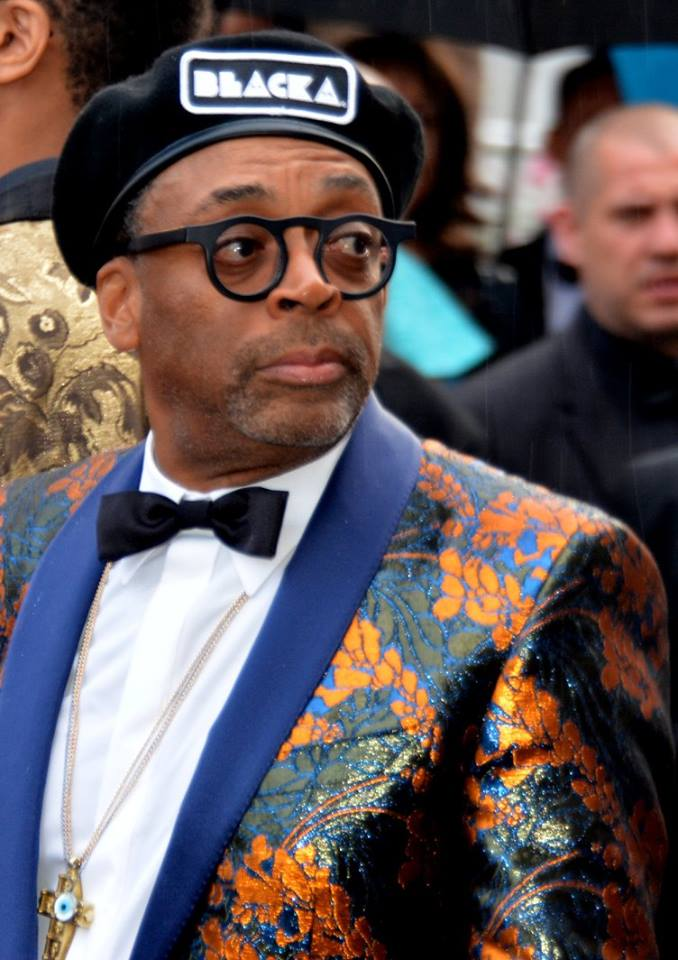
Spike Lee havia de ser president del jurat d'aquesta edició

Al setembre, els organitzadors van anunciar que un festival limitat a l'aire lliure, amb projeccions de quatre pel·lícules de selecció oficial i el concurs de curtmetratges, tindrà lloc a la Croisette del 27 al 29 d'octubre. El programa Semaine de la critique també va llançar una projecció gratuïta en línia de les seves seleccions de curtmetratges a l'octubre.

## Selecció oficial
La selecció oficial de pel·lícules va ser informada el 3 de juny de 2020, comptant amb 56 títols que van ser triats a partir d'un total de 2067 candidates. Pel fet que es va optar per no realitzar una edició presencial del festival, les cintes seleccionades en aquesta edició no competeixen per premis, rebent en canvi un reconeixement de part del festival que busca "ajudar a aquestes pel·lícules i potenciar la seva carrera a França i a l'estranger, a més de reafirmar la importància de les sales per a allò que forma el valor del setè art". Els llargmetratges tampoc van ser dividits a través de les categories tradicionals, com Un Certain Regard, sinó que foren agrupades a partir de categories que fan referència al gènere de les pel·lícules o al vincle previ d'alguns directors amb el festival.

### Els habituals (o almenys seleccionats una vegada)
| Títol                            | Director(s)       | País de producció                          |
| -------------------------------- | ----------------- | ------------------------------------------ |
| The French Dispatch              | Wes Anderson      | Estats Units Alemanya                      |
| Été 85                           | François Ozon     | França                                     |
| Mares veritables                 | Naomi Kawase      | Japó                                       |
| Lovers Rock                      | Steve McQueen     | Regne Unit                                 |
| Mangrove                         | Steve McQueen     | Regne Unit                                 |
| Druk                             | Thomas Vinterberg | Dinamarca                                  |
| ADN                              | Maïwenn           | França                                     |
| Last Words                       | Jonathan Nossiter | Estats Units                               |
| Heaven: To the Land of Happiness | Im Sang-soo       | Corea del Sud                              |
| El olvido que seremos            | Fernando Trueba   | Colòmbia                                   |
| Bando                            | Yeon Sang-ho      | Corea del Sud                              |
| Sutemose                         | Šarūnas Bartas    | Lituània, França, Sèrbia, Txèquia, Letònia |
| Des hommes                       | Lucas Belvaux     | França, Bèlgica                            |
| Honki no Shirushi                | Kōji Fukada       | Japó                                       |

### Els nouvinguts
| Títol                                       | Director(s)                        | País de producció     |
| ------------------------------------------- | ---------------------------------- | --------------------- |
| Passion simple                              | Danielle Arbid                     | França Bèlgica        |
| A Good Man                                  | Marie-Castille Mention-Schaar      | França Bèlgica        |
| Les Choses qu'on dit, les choses qu'on fait | Emmanuel Mouret                    | França                |
| Souad                                       | Ayten Amin                         | Egipte                |
| Limbo                                       | Ben Sharrock                       | Regne Unit            |
| Rouge                                       | Farid Bentoumi                     | França Bèlgica        |
| Sweat                                       | Magnus von Horn                    | Suècia Polònia        |
| Teddy                                       | Ludovic Boukherma, Zoran Boukherma | França                |
| Février                                     | Kamen Kalev                        | Bulgària França       |
| Ammonite                                    | Francis Lee                        | Regne Unit, Austràlia |
| Un médecin de nuit                          | Elie Wajeman                       | França                |
| Enfant Terrible                             | Oskar Roehler                      | Alemanya              |
| Nadia, Butterfly                            | Pascal Plante                      | Canadà                |
| Here We Are                                 | Nir Bergman                        | Israel Itàlia         |

### Les primeres pel·lícules
| Títol                                                       | Director(s)                   | País de producció                  |
| ----------------------------------------------------------- | ----------------------------- | ---------------------------------- |
| Falling                                                     | Viggo Mortensen               | Estats Units Regne Unit Canadà     |
| Pleasure                                                    | Ninja Thyberg                 | Suècia, Països Baixos, França      |
| Slalom                                                      | Charlène Favier               | França                             |
| Casa de Antiguidades                                        | João Paulo Miranda Maria      | Brasil, França                     |
| Broken Keys                                                 | Jimmy Keyrouz                 | Líban, Estats Units. França, Xipre |
| Ibrahim                                                     | Samir Guesmi                  | França                             |
| Dasatskisi                                                  | Déa Kulumbegashvili           | Geòrgia                            |
| Gagarine                                                    | Fanny Liatard, Jérémy Trouilh | França                             |
| Vaurien                                                     | Peter Dourountzis             | França                             |
| Garçon chiffon                                              | Nicolas Maury                 | França                             |
| Si le vent tombe (Presentada amb la secció paral·lela ACID) | Nora Martirosyan              | França Bèlgica Armènia             |
| John and the Hole                                           | Pascual Sisto                 | Estats Units                       |
| 16 printemps                                                | Suzanne Lindon                | França                             |
| Ye Ma Fen Zong                                              | Wei Shujun                    | R.P. de la Xina                    |
| The Death of Cinema and my Father Too                       | Dani Rosenberg                | Israel                             |

#### Les altres pel·lícules (esquetxs, documentals, comèdies i pel·lícules d'animació)
| Títol                           | Realització                                                                      | País           |
| ------------------------------- | -------------------------------------------------------------------------------- | -------------- |
| Septet : The Story of Hong Kong | Ann Hui, Johnnie To, Tsui Hark, Sammo Hung, Yuen Woo-ping i Patrick Tam Kar-ming | Hong Kong      |
| En route pour le milliard       | Dieudo Hamadi                                                                    | R.D. del Congo |
| The Truffle Hunters             | Michael Dweck i Gregory Kershaw                                                  | Estats Units   |
| 9 jours à Raqqa                 | Xavier de Lauzanne                                                               | França         |
| Antoinette dans les Cévennes    | Caroline Vignal                                                                  | França         |
| Les Deux Alfred                 | Bruno Podalydès                                                                  | França         |
| Un triomphe (The Big Hit)       | Emmanuel Courcol                                                                 | França         |
| L'Origine du monde              | Laurent Lafitte                                                                  | França         |
| Le Discours                     | Laurent Tirard                                                                   | França         |
| Aya et la sorcière              | Gorō Miyazaki                                                                    | Japó           |
| Flee                            | Jonas Poher Rasmussen                                                            | Dinamarca      |
| Josep                           | Aurel                                                                            | França         |
| Soul                            | Pete Docter                                                                      | Estats Units   |

### Curtmetratges
Les pel·lícules seleccionades per al concurs de curtmetratges es van anunciar el 19 de juny, poques setmanes després de la resta de seleccions oficials. Malgrat la cancel·lació del festival general, els curtmetratges es van anunciar amb la indicació que la competició continuaria a la tardor, amb les dates exactes i els membres del jurat que seran nomenats més endavant; al setembre, es va anunciar que els curtmetratges es projectarien com a part de la sèrie especial de projeccions a l'aire lliure a la Croisette a l'octubre.
Al final del cicle de projecció de Croisette, la Palma d'Or al curtmetratge fou atorgada a Sameh Alaa per la pel·lícula Settashar.
| Títol                      | Director(s)                        | País de producció              |
| -------------------------- | ---------------------------------- | ------------------------------ |
| Benjamin, Benny, Ben       | Paul Shkordoff                     | Canadà                         |
| Filles bleue, peur blanche | Marie Jacotey, Lola Halifa-Legrand | França                         |
| Camille sans contact       | Paul Nouhet                        | França                         |
| David                      | Zachary Woods                      | Estats Units                   |
| ستاشر / Settashar          | Sameh Alaa                         | Egipte/ França/ Bèlgica/ Qatar |
| O Cordeiro de Deus         | David Pinheiro Vicente             | Portugal, França               |
| Motorway65                 | Evi Kalogiropoulou                 | Grècia                         |
| Shiluus                    | Lkhagvadulam Purev-Ochir           | Mongòlia Regne Unit            |
| Son of Sodom               | Theo Montoya                       | Colòmbia Argentina             |
| Stéphanie                  | Leonardo Van Dijl                  | Bèlgica                        |
| Sudden Light               | Sophie Littman                     | Regne Unit                     |

### Cannes Classics
La formació completa de la secció Cannes Classics es va anunciar el 17 de juliol de 2020.

#### Restauracions
| Títol                                      | Director(s)                         | País              |
| ------------------------------------------ | ----------------------------------- | ----------------- |
| In the Mood for Love (2000)                | Wong Kar-Wai                        | Hong Kong         |
| Friendship’s Death (1987)                  | Peter Wollen                        | Regne Unit        |
| La Permission (1967)                       | Melvin Van Peebles                  | França            |
| Июльский дождь / Iulski dojd (1966)        | Marlen Khutsiev                     | Rússia            |
| Quand les femmes ont pris la colère (1977) | Soizick Chappedelaine, René Vautier | França            |
| Préparez vos mouchoirs (1978)              | Bertrand Blier                      | França            |
| Hester Street (1973)                       | Joan Micklin Silver                 | Estats Units      |
| Ko to tamo peva (1980)                     | Slobodan Šijan                      | Sèrbia            |
| แพรดำ / Prae dum (1961)                    | R.D. Pestonji                       | Tailàndia         |
| 祝福 / Zhu fu (1956)                       | Hu Sang                             | R.P. de la Xina   |
| Feldobott kő (1968)                        | Sándor Sára                         | Hongria           |
| Neige (1981)                               | Juliet Berto, Jean-Henri Roger      | França            |
| බඹරු ඇවිත් / Bambaru Avith (1978)             | Dharmasena Pathiraja                | Sri Lanka         |
| Bayan ko: Kapit sa patalim (1984)          | Lino Brocka                         | Filipines, França |
| La Poupée (1962)                           | Jacques Baratier                    | França            |
| Sanatorium pod klepsydrą (1973)            | Wojciech Has                        | Polònia           |
| L'Amérique insolite (1959)                 | François Reichenbach                | França            |
| Deveti krug (1960)                         | France Štiglic                      | Croàcia           |
| Muhammad Ali the Greatest (1974)           | William Klein                       | França            |

#### The Film Foundation de Martin Scorsese celebra el seu 30è aniversari
| Títol                            | Director(s)          | País de producció |
| -------------------------------- | -------------------- | ----------------- |
| Accattone (1961)                 | Pier Paolo Pasolini  | Itàlia            |
| شطرنج باد / Shatranje bad (1976) | Mohammad Reza Aslani | Iran              |

#### Federico 100
| Títol                     | Director(s)                        | País de producció |
| ------------------------- | ---------------------------------- | ----------------- |
| La strada (1956)          | Federico Fellini                   | Itàlia            |
| Llums de varietats (1950) | Alberto Lattuada, Federico Fellini | Itàlia            |
| Fellini degli spiriti     | Anselma dell'Olio                  | Itàlia Bèlgica    |

#### À Bout de souffle i L'Avventura dels 60
| Títol                         | Director(s)            | País de producció |
| ----------------------------- | ---------------------- | ----------------- |
| Al final de l'escapada (1960) | Jean-Luc Godard        | França            |
| L'Avventura (1960)            | Michelangelo Antonioni | Itàlia            |

#### Documentals 2020
| Títol                                   | Director(s)                  | País de producció |
| --------------------------------------- | ---------------------------- | ----------------- |
| Wim Wenders, Desperado                  | Eric Friedler, Andreas Frege | Alemanya          |
| Alida Valli: In Her Own Words           | Mimmo Verdesca               | Itàlia            |
| Charlie Chaplin, le génie de la liberté | François Aymé, Yves Jeuland  | França            |
| Be Water                                | Bao Nguyen                   | Estats Units      |
| Belushi                                 | R.J. Cutler                  | Estats Units      |
| Antena da raça                          | Paloma Rocha, Luís Abramo    | Brasil            |

## Seccions paral·leles

### Setmana Internacional de la Crítica
Les següents pel·lícules han rebut un segell especial i oficial, lliurat per la Setmana Internacional de la Crítica.

#### Llargmetratges
| Títol                   | Director(s)          | País de producció  |
| ----------------------- | -------------------- | ------------------ |
| After Love              | Aleem Khan           | Regne Unit, França |
| De l'or pour les chiens | Anna Cazenave Cambet | França             |
| La Nuée                 | Just Philippot       | França             |
| Sous le ciel d'Alice    | Chloé Mazlo          | França             |
| La Terre des hommes     | Naël Marandin        | França             |

#### Curtmetratges
| Títol                | Director(s)                | País de producció |
| -------------------- | -------------------------- | ----------------- |
| August 22, This Year | Graham Foy                 | Canadà            |
| Axşama doğru         | Teymur Hajiyev             | Azerbaidjan       |
| Dustin               | Naïla Guiguet              | França            |
| Forastera            | Lucía Aleñar Iglesias      | Espanya           |
| Good Thanks, You?    | Molly Manning Walker       | Regne Unit        |
| とてつもなく大きな   | Aya Kazawoe                | Japó              |
| Maalbeek             | Ismaël Joffroy Chandoutis  | França            |
| Marlon Brando        | Vincent Tilanus            | Països Baixos     |
| Menarca              | Lillah Halla               | Brasil            |
| White Goldfish       | Jan Roossens, Raf Roossens | Bèlgica           |

### Quinzena dels Directors
No es va poder anunciar una selecció completa de la Quinzena de Directors perquè estava incompleta quan es va cancel·lar el festival. Tanmateix, es van anunciar dos títols el juliol de 2020 perquè poguessin utilitzar el segell de la Quinzena dels Director.
| Títol             | Director(s)     | País de producció    |
| ----------------- | --------------- | -------------------- |
| Kajillionaire     | Miranda July    | Estats Units         |
| We Are Who We Are | Luca Guadagnino | Estats Units, Itàlia |

### ACID
Les següents pel·lícules han rebut un segell especial i oficial, lliurat per l'ACID (Associació per a la Distribució de Cinema Independent).
| Títol                     | Director(s)                          | País de producció      |
| ------------------------- | ------------------------------------ | ---------------------- |
| Les affluents             | Jessé Miceli                         | Cambodja, França       |
| Funambules                | Ilan Klipper                         | França                 |
| Les Graines que l'on sème | Nathan Nicholovitch                  | França                 |
| Il Mio Corpo              | Michele Pennetta                     | Suïssa Itàlia          |
| The Last Hillbilly        | Diane Sara Bouzgarrou, Thomas Jenkoe | França, Qatar          |
| Loin de vous j'ai grandi  | Marie Dumora                         | França                 |
| Si le vent tombe          | Nora Martirosyan                     | França Bèlgica Armènia |
| La última primavera       | Isabel Lamberti                      | Països Baixos Espanya  |
| Walden                    | Bojena Horackova                     | França Lituània        |

El programa ACID Trip # 4, que hauria d'haver estat dedicat al cinema jove xilè, s'ha ajornat a la propera edició, el 2021.